# Павловка (Молдова)
Павловка (рум. Pavlovca) — село в Молдові в Бричанському районі. Входить до складу комуни, адміністративним центром якої є село Ларга.
Станом на 2004 рік у селі проживало 18 осіб. 4 - українці.